# 魏恩施塔特
魏恩施塔特（德語：Weinstadt，發音：[ˈvaɪnˌʃtat] ⓘ）是德国巴登-符腾堡州斯图加特行政区雷姆斯-穆尔县的城市，面积31.71平方千米，2023年12月31日人口为27,245人。

## 国际关系

### 伙伴城市
- 法國 帕爾特奈（1980年）
- 波蘭 緬濟胡德（1990年）

### 友好城市
- 葡萄牙 阿布兰特什
- 西班牙 阿尔内多
- 義大利 卡萨莱蒙费拉托
- 爱尔兰 蒂珀雷里